# Dama d'Eivissa
La Dama d'Eivissa és una figura d'argila de 47 centímetres d'alçada, que data del segle iii aC. Es va trobar a la necròpoli situada al Puig des Molins, a l'illa d'Eivissa. Està fabricada amb motlle, amb els braços i decoració afegits posteriorment, i té una cavitat al darrere, probablement per a ser penjada en posició vertical. És una figura d'argila i or, elaborada amb cocció oxidant.
Es tracta de la representació d'una dea cartaginesa, segurament Tanit, relacionada amb la dea fenícia Astarte. Presenta una ornamentació molt rica en el seu vestuari i en les joies, fet que reforça aquesta identificació. Tot i així, també es planteja la possibilitat que es tractés d'una figura idealitzada de la mateixa difunta, o bé d'una mescla de les dues hipòtesis en la qual la difunta es representaria transformada en divinitat. Es considera una mostra destacada de terrissa púnica.
La majoria de les figures trobades a la necròpoli del Puig des Molins són representacions de dees, gairebé sempre d'art grec, perquè segons es creu al llarg dels segles va haver-hi una gran aportació ètnica des de la Magna Grècia (nom que es va donar en l'antiguitat a les colònies gregues del sud d'Itàlia).
Està exposada al Museu Arqueològic Nacional d'Espanya a Madrid.